# Arylsulfatase B
Arylsulfatase B (auch: N-Acetylgalactosamin-4-sulfat-Sulfatase) ist das Enzym in Tieren, das Sulfat von den Mucopolysacchariden Chondroitinsulfat und Dermatansulfat abspaltet. Der Abbau dieser den Knorpel bildenden Makromoleküle findet in den Lysosomen der Zellen statt. Ist beim Menschen die Enzymaktivität nicht oder zu wenig vorhanden, was durch Mutationen im ARSB-Gen ausgelöst werden kann, kommt es durch die Anhäufung der Mucopolysaccharide in den Lysosomen zu einer Stoffwechselstörung, der Mucopolysaccharidose Typ VI (Maroteaux-Lamy-Syndrom) mit Skelettfehlbildungen. Diese kann seit 2006 mithilfe einer Enzymersatztherapie mit künstlich hergestelltem Enzym (Galsulfase, Biomarin Pharmaceutical) erfolgreich behandelt werden.
Arylsulfatase B gehört zu den Sulfatasen, Enzyme die Sulfat abspalten. Die Formylierung des Cystein-91 zum Ketoalanin (eine posttranslationale Modifikation) ist kritisch für den Einfang des Calcium-Kofaktors und die Enzymaktivität. Ein Defekt in diesem Prozess betrifft mehrere Sulfatasen und führt zum multiplen Sulfatasemangel.
Die Wirkung des Malariamittels Chloroquin scheint teilweise auf einer Hemmung der Arylsulfatase B zu beruhen. Außerhalb der Sulfatase-Aktivität scheint das Enzym regulierende Wirkungen im Interleukin-8-Signalweg und auf die epitheliale Zellmigration zu haben.